# 京都府第3区
京都府第3区（きょうとふだい3く）は、日本の衆議院議員総選挙における選挙区。1994年（平成6年）の公職選挙法改正で設置。

## 区域
1994年（平成6年）公職選挙法改正以降の区域は以下のとおりである。
- 京都市
  - 伏見区
- 向日市
- 長岡京市
- 乙訓郡

## 歴史
小選挙制以降初となる1996年の第41回総選挙では、日本共産党の寺前巌が、公明党出身で新進党の前職山名靖英、京都市会議長を経験した自由民主党の奥山茂彦を破って当選。この選挙では高知1区の山原健二郎と並び、共産党が小選挙区で議席を獲得したひとつとなった。寺前に1,238票差で敗れた奥山は比例近畿ブロックで復活当選したが、同じく5,595票差で敗れた山名は党の方針により比例重複立候補が認められず議席を失う結果となった。
寺前が引退した2000年の第42回総選挙では、前回比例で復活当選した奥山が民主党の福山哲郎の秘書出身の泉健太を9,040票差破り、小選挙区で初めて当選した。
2003年の第43回総選挙では、泉が奥山らを破り初めて当選を果たした。泉に2万票近い差をつけられた奥山はこの選挙で、政界を引退した。泉はこの時まだ29歳と若くこの先も安泰と思われていたが、2005年の第44回総選挙では、自民党への追い風を受けた清水鴻一郎に820票差まで迫られ比例復活を許した。
その後、2009年の第45回総選挙では民主党への追い風にも乗り清水を5万票以上の大差で返り討ちにしたが、2012年の第46回総選挙では全国的な民主党に対する逆風の中、新たに自民党の公認を得た宮崎謙介に216票差で競り負け、重複していた比例代表での復活当選となった。続く2014年の第47回総選挙でも、宮崎が4,537票差で再選。泉は前回よりも票差が開いたが、再び比例復活当選となった。
このように必ずしも泉の選挙地盤が磐石とは言い難い状況であったが、2016年に週刊文春が宮崎の女性問題を報じ、その引責により同年2月16日に議員辞職し、自民党を離党した。このため、4月24日に北海道5区とともに、京都府下の小選挙区では初めてとなる補欠選挙が行われた。前回比例復活で議席を得た泉が、同年3月の民進党発足後、初の国政選挙の党公認として立候補。同選挙区では過去最多の6名による争いとなったが、自民党は不倫騒動の影響から候補者選びが難航し、選挙区の立候補者を擁立出来ないまま選挙告示日に不戦敗で補欠選挙を終えた。結果は、泉が社民党などから推薦を受けて共産党が「野党共闘」を目的として候補擁立を取りやめたこともあり、他候補を引き離して圧勝。小選挙区の議席を自民党から奪還した。
2017年の第48回総選挙でも希望の党に入党した泉が自民党の木村弥生に6,479票差で競り勝ち、再び小選挙区の議席を得た。
2021年の第49回総選挙でも立憲民主党に移籍して政務調査会長に就任した泉が他候補の比例復活を許さずに当選。直後の11月30日に開かれた臨時党大会で立憲民主党代表選を制し、総選挙敗北の責任を取って辞任した枝野幸男の後任として党の新代表に選出されたが、2024年9月23日に行われた任期満了に伴う立憲民主党代表選では1回目の投票で3位に終わり、上位2名による決選投票進出を逃したことによって代表の座を3年で降板。元首相でもある野田佳彦新代表の下で常任顧問として活動する事となったが、それでも2024年の第50回総選挙は重複候補の復活当選をさせない大勝を見せつけた。

## 小選挙区選出議員
| 選挙名                   | 年     | 当選者   | 党派       | 備考                  |
| ------------------------ | ------ | -------- | ---------- | --------------------- |
| 第41回衆議院議員総選挙   | 1996年 | 寺前巌   | 日本共産党 |                       |
| 第42回衆議院議員総選挙   | 2000年 | 奥山茂彦 | 自由民主党 |                       |
| 第43回衆議院議員総選挙   | 2003年 | 泉健太   | 民主党     |                       |
| 第44回衆議院議員総選挙   | 2005年 | 泉健太   | 民主党     |                       |
| 第45回衆議院議員総選挙   | 2009年 | 泉健太   | 民主党     |                       |
| 第46回衆議院議員総選挙   | 2012年 | 宮崎謙介 | 自由民主党 |                       |
| 第47回衆議院議員総選挙   | 2014年 | 宮崎謙介 | 自由民主党 |                       |
| 第47回衆議院議員補欠選挙 | 2016年 | 泉健太   | 民進党     | ※宮崎謙介の辞職に伴う |
| 第48回衆議院議員総選挙   | 2017年 | 泉健太   | 希望の党   |                       |
| 第49回衆議院議員総選挙   | 2021年 | 泉健太   | 立憲民主党 |                       |
| 第50回衆議院議員総選挙   | 2024年 | 泉健太   | 立憲民主党 |                       |

## 選挙結果
時の内閣：第1次石破内閣 解散日：2024年10月9日 公示日：2024年10月15日
当日有権者数：34万9318人 最終投票率：51.19%（前回比：2.33%） （全国投票率：53.85%（2.08%））
| 当落 | 候補者名   | 年齢 | 所属党派     | 新旧 | 得票数   | 得票率 | 惜敗率 | 推薦・支持 | 重複 |
| ---- | ---------- | ---- | ------------ | ---- | -------- | ------ | ------ | ---------- | ---- |
| 当   | 泉健太     | 50   | 立憲民主党   | 前   | 82,823票 | 47.24% | ――     |            | ○    |
|      | 森干晟     | 28   | 自由民主党   | 新   | 38,632票 | 22.04% | 46.64% | 公明党推薦 | ○    |
|      | 木村元紀   | 46   | 日本維新の会 | 新   | 24,948票 | 14.23% | 30.12% |            | ○    |
|      | 西山頌秀   | 38   | 日本共産党   | 新   | 19,002票 | 10.84% | 22.94% |            |      |
|      | 吉田真由美 | 44   | 参政党       | 新   | 9,916票  | 5.66%  | 11.97% |            |      |

時の内閣：第1次岸田内閣 解散日：2021年10月14日 公示日：2021年10月19日
当日有権者数：35万3915人 最終投票率：53.52%（前回比：6.1%） （全国投票率：55.93%（2.25%））
| 当落 | 候補者名 | 年齢 | 所属党派     | 新旧 | 得票数   | 得票率 | 惜敗率 | 推薦・支持 | 重複 |
| ---- | -------- | ---- | ------------ | ---- | -------- | ------ | ------ | ---------- | ---- |
| 当   | 泉健太   | 47   | 立憲民主党   | 前   | 89,259票 | 48.19% | ――     |            | ○    |
|      | 木村弥生 | 56   | 自由民主党   | 前   | 61,674票 | 33.30% | 69.10% | 公明党推薦 | ○    |
|      | 井上博明 | 64   | 日本維新の会 | 新   | 34,288票 | 18.51% | 38.41% |            | ○    |

- 木村は2023年江東区長選挙に出馬し当選するも、後に公職選挙法違反が発覚し半年余りで辞職に追い込まれた。

時の内閣：第3次安倍第3次改造内閣 解散日：2017年9月28日 公示日：2017年10月10日
当日有権者数：35万4836人 最終投票率：47.42% （全国投票率：53.68%（1.02%））
| 当落 | 候補者名     | 年齢 | 所属党派     | 新旧 | 得票数   | 得票率 | 惜敗率 | 推薦・支持 | 重複 |
| ---- | ------------ | ---- | ------------ | ---- | -------- | ------ | ------ | ---------- | ---- |
| 当   | 泉健太       | 43   | 希望の党     | 前   | 63,013票 | 38.30% | ――     |            | ○    |
| 比当 | 木村弥生     | 52   | 自由民主党   | 前   | 56,534票 | 34.36% | 89.72% | 公明党推薦 | ○    |
|      | 金森亨       | 61   | 日本共産党   | 新   | 26,420票 | 16.06% | 41.93% |            |      |
| 比当 | 森夏枝       | 36   | 日本維新の会 | 新   | 16,511票 | 10.03% | 26.20% |            | ○    |
|      | 小田切新一郎 | 71   | 無所属       | 新   | 2,059票  | 1.25%  | 3.27%  |            | ×    |

- 木村は第47回は比例北関東ブロック単独で当選。

当日有権者数：344,172人　最終投票率：30.12%

| 当落 | 候補者名   | 年齢 | 所属党派                   | 新旧 | 得票数   | 得票率 | 推薦・支持     |
| ---- | ---------- | ---- | -------------------------- | ---- | -------- | ------ | -------------- |
| 当   | 泉健太     | 41   | 民進党                     | 前   | 65,051票 | 65.43% | 社会民主党推薦 |
|      | 森夏枝     | 34   | おおさか維新の会           | 新   | 20,710票 | 20.83% |                |
|      | 小野由紀子 | 37   | 日本のこころを大切にする党 | 新   | 6,449票  | 6.49%  | 新党改革推薦   |
|      | 田淵正文   | 57   | 無所属                     | 新   | 4,599票  | 4.63%  |                |
|      | 大八木光子 | 31   | 幸福実現党                 | 新   | 2,247票  | 2.26%  |                |
|      | 郡昭浩     | 55   | 無所属                     | 新   | 370票    | 0.37%  |                |

- 森は、第47回に愛媛4区から立候補したが落選。

時の内閣：第2次安倍改造内閣 解散日：2014年11月21日 公示日：2014年12月2日 最終投票率：49.22%（前回比：6.44%） （全国投票率：52.66%（6.66%））
| 当落 | 候補者名   | 年齢 | 所属党派   | 新旧 | 得票数   | 得票率 | 惜敗率 | 推薦・支持 | 重複 |
| ---- | ---------- | ---- | ---------- | ---- | -------- | ------ | ------ | ---------- | ---- |
| 当   | 宮崎謙介   | 33   | 自由民主党 | 前   | 59,437票 | 35.84% | ――     | 公明党推薦 | ○    |
| 比当 | 泉健太     | 40   | 民主党     | 前   | 54,900票 | 33.11% | 92.37% |            | ○    |
|      | 石村和子   | 64   | 日本共産党 | 新   | 26,655票 | 16.07% | 44.85% |            |      |
|      | 清水鴻一郎 | 68   | 維新の党   | 前   | 24,840票 | 14.98% | 41.79% |            | ○    |

時の内閣：野田第3次改造内閣 解散日：2012年11月16日 公示日：2012年12月4日
当日有権者数：34万4013人 最終投票率：55.66% （全国投票率：59.32%（9.96%））
| 当落 | 候補者名 | 年齢 | 所属党派     | 新旧 | 得票数   | 得票率 | 惜敗率 | 推薦・支持     | 重複 |
| ---- | -------- | ---- | ------------ | ---- | -------- | ------ | ------ | -------------- | ---- |
| 当   | 宮崎謙介 | 31   | 自由民主党   | 新   | 58,951票 | 31.63% | ――     | 公明党推薦     | ○    |
| 比当 | 泉健太   | 38   | 民主党       | 前   | 58,735票 | 31.52% | 99.63% | 国民新党推薦   | ○    |
|      | 山内成介 | 47   | 日本維新の会 | 新   | 41,996票 | 22.54% | 71.24% | みんなの党推薦 | ○    |
|      | 石村和子 | 62   | 日本共産党   | 新   | 26,674票 | 14.31% | 45.25% |                |      |

時の内閣：麻生内閣 解散日：2009年7月21日 公示日：2009年8月18日 （全国投票率：69.28%（1.77%））
| 当落 | 候補者名   | 年齢 | 所属党派   | 新旧 | 得票数    | 得票率 | 惜敗率 | 推薦・支持   | 重複 |
| ---- | ---------- | ---- | ---------- | ---- | --------- | ------ | ------ | ------------ | ---- |
| 当   | 泉健太     | 35   | 民主党     | 前   | 121,834票 | 54.58% | ――     | 国民新党推薦 | ○    |
|      | 清水鴻一郎 | 63   | 自由民主党 | 前   | 68,043票  | 30.48% | 55.85% | 公明党推薦   | ○    |
|      | 石村和子   | 59   | 日本共産党 | 新   | 30,583票  | 13.70% | 25.10% |              |      |
|      | 岸本浩一   | 33   | 幸福実現党 | 新   | 2,744票   | 1.23%  | 2.25%  |              |      |

- 清水は第22回参議院議員通常選挙ではみんなの党から、第46回総選挙では京都6区に選挙区を移し、日本維新の会から立候補したが、いずれも落選。第46回総選挙落選後に東国原英夫の辞職により、比例近畿ブロックで繰り上げ当選している。

時の内閣：第2次小泉改造内閣 解散日：2005年8月8日 公示日：2005年8月30日 （全国投票率：67.51%（7.65%））
| 当落 | 候補者名   | 年齢 | 所属党派   | 新旧 | 得票数   | 得票率 | 惜敗率 | 推薦・支持 | 重複 |
| ---- | ---------- | ---- | ---------- | ---- | -------- | ------ | ------ | ---------- | ---- |
| 当   | 泉健太     | 31   | 民主党     | 前   | 92,249票 | 42.72% | ――     |            | ○    |
| 比当 | 清水鴻一郎 | 59   | 自由民主党 | 新   | 91,429票 | 42.34% | 99.11% |            | ○    |
|      | 石村和子   | 55   | 日本共産党 | 新   | 32,251票 | 14.94% | 34.96% |            |      |

- 清水は第41回総選挙で6区から立候補し、落選。

時の内閣：第1次小泉第2次改造内閣 解散日：2003年10月10日 公示日：2003年10月28日 （全国投票率：59.86%（2.63%））
| 当落 | 候補者名 | 年齢 | 所属党派   | 新旧 | 得票数   | 得票率 | 惜敗率 | 推薦・支持 | 重複 |
| ---- | -------- | ---- | ---------- | ---- | -------- | ------ | ------ | ---------- | ---- |
| 当   | 泉健太   | 29   | 民主党     | 新   | 84,052票 | 46.79% | ――     |            | ○    |
|      | 奥山茂彦 | 61   | 自由民主党 | 前   | 64,726票 | 36.03% | 77.01% |            | ○    |
|      | 石村和子 | 53   | 日本共産党 | 新   | 30,861票 | 17.18% | 36.72% |            |      |

時の内閣：第1次森内閣 解散日：2000年6月2日 公示日：2000年6月13日 （全国投票率：62.49%（2.84%））
| 当落 | 候補者名 | 年齢 | 所属党派   | 新旧 | 得票数   | 得票率 | 惜敗率 | 推薦・支持 | 重複 |
| ---- | -------- | ---- | ---------- | ---- | -------- | ------ | ------ | ---------- | ---- |
| 当   | 奥山茂彦 | 57   | 自由民主党 | 前   | 66,576票 | 36.50% | ――     |            | ○    |
|      | 泉健太   | 25   | 民主党     | 新   | 57,536票 | 31.54% | 86.42% |            | ○    |
|      | 本庄孝夫 | 51   | 日本共産党 | 新   | 44,816票 | 24.57% | 67.32% |            |      |
|      | 大湾宗則 | 59   | 社会民主党 | 新   | 13,482票 | 7.39%  | 20.25% |            | ○    |

時の内閣：第1次橋本内閣 解散日：1996年9月27日 公示日：1996年10月8日 （全国投票率：59.65%（8.11%））
| 当落 | 候補者名 | 年齢 | 所属党派   | 新旧 | 得票数   | 得票率 | 惜敗率 | 推薦・支持 | 重複 |
| ---- | -------- | ---- | ---------- | ---- | -------- | ------ | ------ | ---------- | ---- |
| 当   | 寺前巌   | 70   | 日本共産党 | 前   | 58,479票 | 34.68% | ――     |            | ○    |
| 比当 | 奥山茂彦 | 54   | 自由民主党 | 新   | 57,241票 | 33.95% | 97.88% |            | ○    |
|      | 山名靖英 | 52   | 新進党     | 前   | 52,884票 | 31.37% | 90.43% |            |      |

- 山名は第42回以降は比例単独候補として当選を重ねる（公明党）。